# Michal Miloslav Hodža

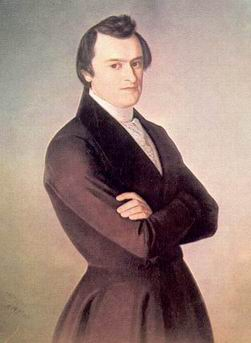
Michal Miloslav Hodža

Michal Miloslav Hodža (* 22. September 1811 in Rakša, Königreich Ungarn, heute Slowakei; † 26. März 1870 in Teschen, Österreichisch-Schlesien) war ein slowakischer Politiker, lutherischer Pfarrer, Dichter, Linguist, Vertreter der slowakischen Nationalbewegung in den 1840er Jahren und Mitglied der „Dreigruppe“ Štúr-Hodža-Hurban.

## Leben
Er war einer der Organisatoren des slowakischen Kulturlebens in den 1840er Jahren: so zum Beispiel war er der Vorsitzende des Vereins Tatrín. In den Revolutionen von 1848/49 war er einer der Führer (mit Štúr und Hurban) des antimagyarischen Slowakischen Aufstandes.
Hodža war auch an der Kodifizierung der Slowakischen Standardsprache beteiligt. Am Anfang der 1830er Jahre verwendete er noch die biblische tschechische Sprache, aber dann unterstützte er die auf dem mittelslowakischen Dialekt basierende Standardsprache von Štúr, obwohl er abweichende Meinungen zu einigen Bereichen der Rechtschreibung hatte. Seine Entwürfe wurden schließlich 1852 akzeptiert und von Martin Hattala kodifiziert. Dieser Standard gilt mit mehreren Änderungen bis heute.
Michal Miloslav Hodža war Mitbegründer des 1863 gegründeten slowakischen Kulturinstitutes Matica slovenská.
Ihm zu Ehren sind heute Straßen und Plätze in verschiedenen slowakischen Städten benannt, am Platz Hodžovo námestie in der Hauptstadt Bratislava steht das Palais Grassalkovich, heute der Sitz des slowakischen Präsidenten.

## Werke
- Meč krivdy („Schwert des Unrechts“) – 1836
- Ňepi pálenku, to je Ňezabi – 1845, Predigt
- Dobruo slovo Slovákom, súcim na slovo – 1847, Broschüre
- Epigenes slovenicus („Slowakischer Abkommen“) – 1847
- Hlas k národu slovenskému („Stimme an die slowakische Nation“) – 1848, Proklamation
- Větín o slovenčine – 1848
- Der Slowak – 1848
- Matora – 1856, lyrisch-epische Dichtung
- Šlabikár („Fibel“) – 1859
- Prvá čítanka pre slovenské ev. a. v. školy („Das erste Lesebuch für slowakische evangelische Schulen A. B.“) – 1860
- Slavomiersky – 1861
- Dohovor – 1862, Broschüre
- Protestant proti protestantským unionistům v cirkvi a. v. v Uhřích  („Ein Protestant gegen die protestantischen Unionisten in der evangelischen Kirche A. B. im Königreich Ungarn“) – 1863
- Unterthänigste Promemoria über die kirchlichen Angelegenhaiten in Ungarn bei den Slowaken der ev. luth. Confession – 1866